# Pfarrkirche Langschlag

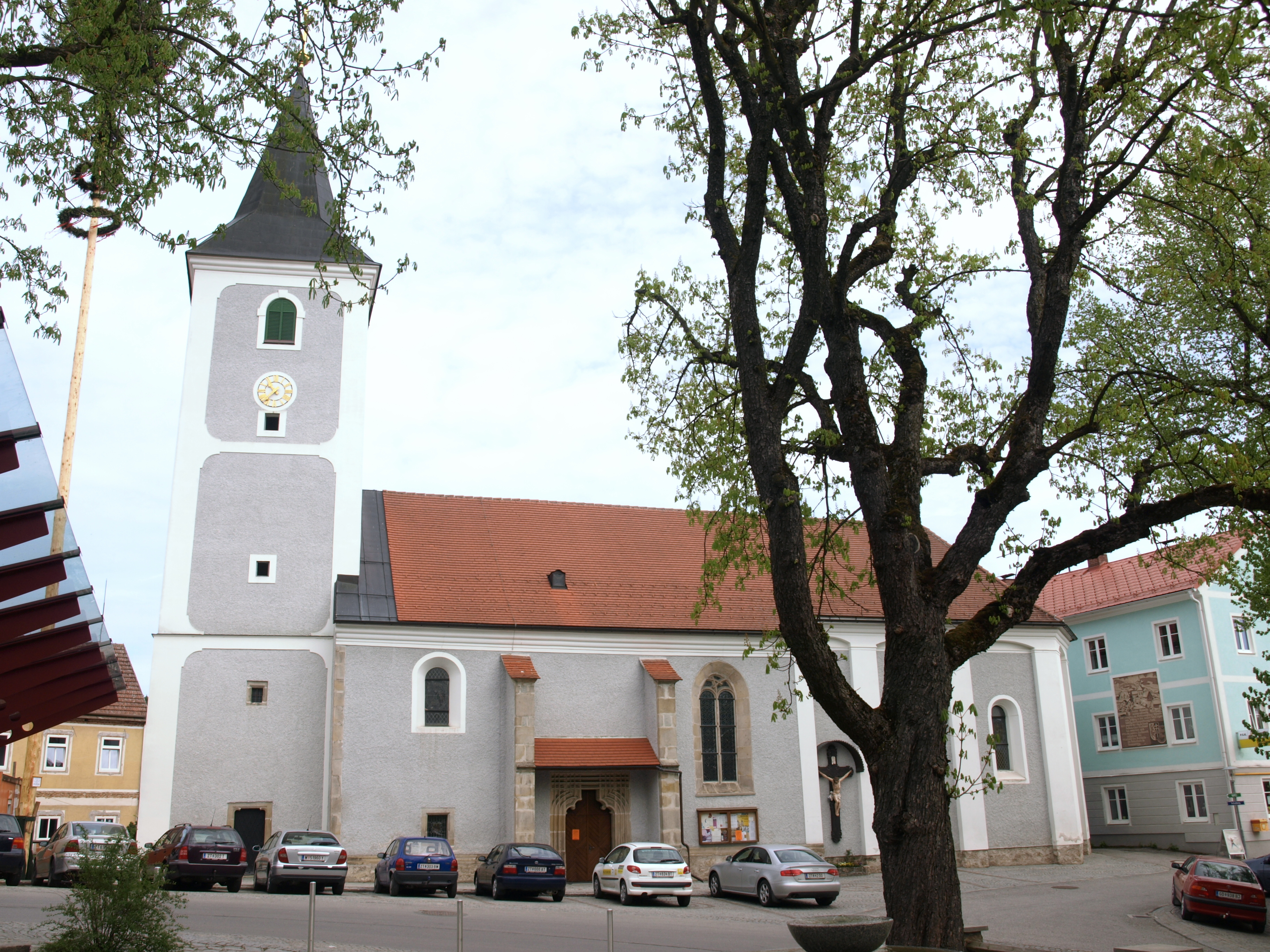
Katholische Pfarrkirche hl. Stephan in Langschlag

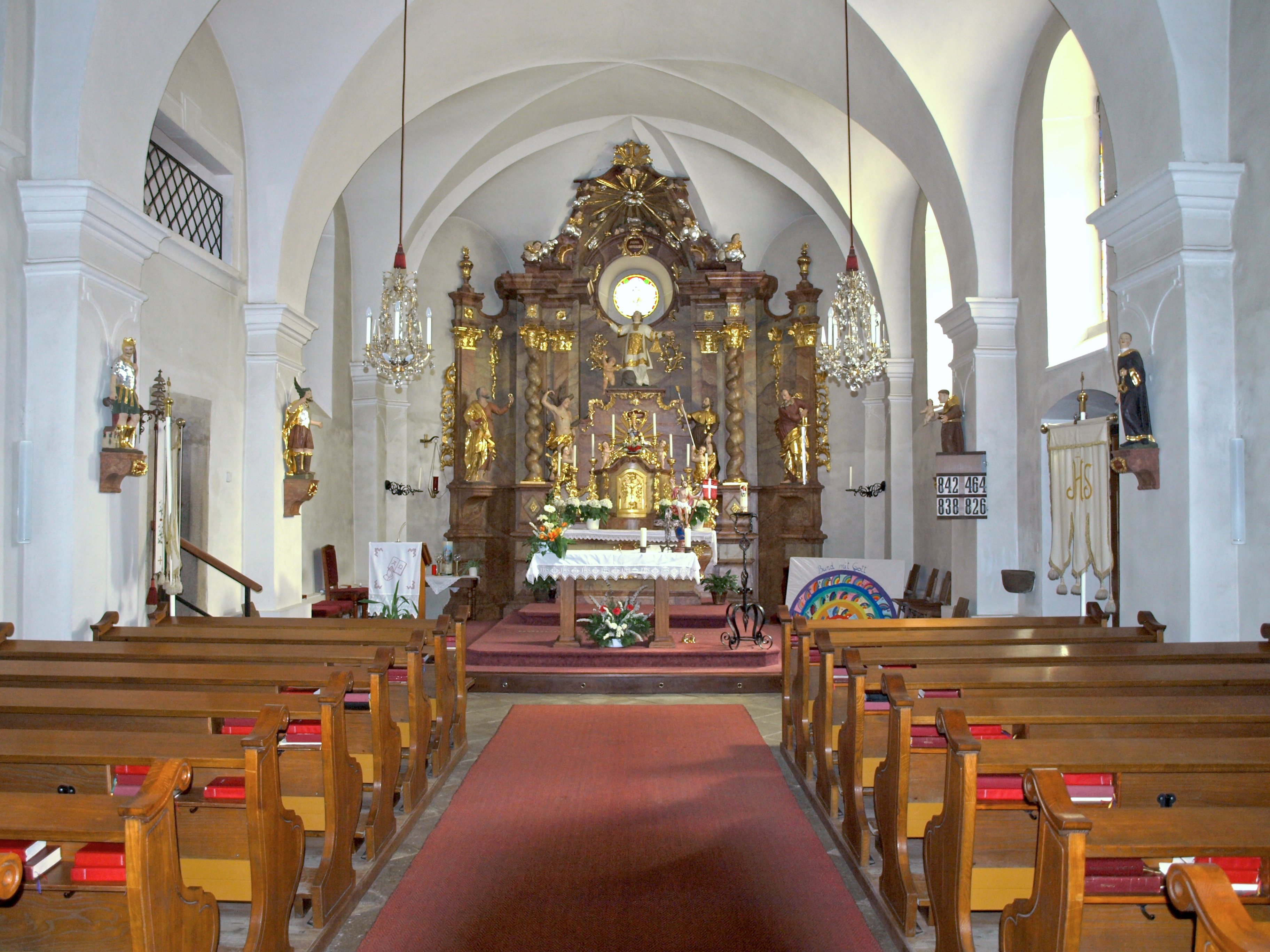
Blick im Chor zum Hochaltar

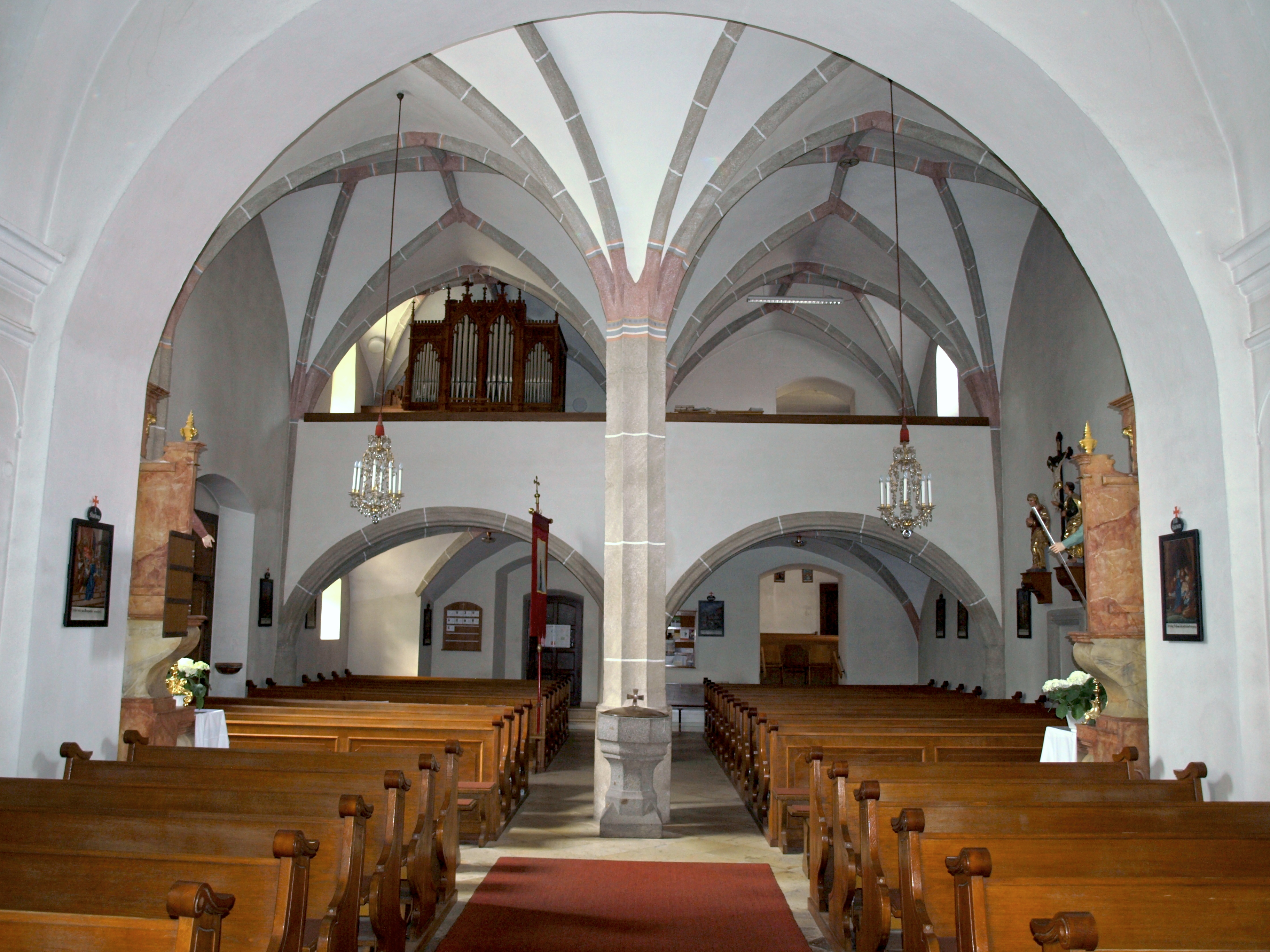
Im Chor, Blick zum zweischiffigen Langhaus mit Empore

Die römisch-katholische Pfarrkirche Langschlag steht in erhöhter Lage am Marktplatz in der Marktgemeinde Langschlag im Bezirk Zwettl in Niederösterreich. Die dem Patrozinium hl. Stephanus unterstellte Pfarrkirche gehört zum Dekanat Zwettl der Diözese St. Pölten. Die Kirche steht unter Denkmalschutz (Listeneintrag).

## Geschichte
Urkundlich wurde 1209 eine Pfarre gegründet, diese wurde aber später eine Filiale der Pfarre Groß Gerungs. Mit 1784 wieder Pfarre.
Von 1526 bis 1539 wurde wohl auf den romanischen Grundmauern eine spätgotische Kirche erbaut. 1752 wurde die Kirche barockisiert. Die Kirche wurde 1954 außen und 1977/1979 innen restauriert.

## Architektur
Die spätgotische Hallenkirche hat einen langgestreckten Chor und einen Westturm.
Das Kirchenäußere zeigt ein Langhaus mit einem profilierten Sockel und teils erhaltenen Strebepfeilern mit doppelten Wasserschlägen. Am Langhaus und am Chor gibt es je ein bemerkenswertes spätgotisches Schulterbogenportal mit reicher sich gitterförmig überschneidender Stabrahmung. Es gibt zweibahnige gotische Maßwerkfenster. Der leicht eingezogene Chor hat einen Dreiseitschluss, er wurde 1752 mit Rundbogenfenstern barockisiert und mit kräftigen mit Flachbögen verbundene Lisenen gegliedert. Der spätgotische dreigeschoßige Turm steht etwas nach Süden gerückt vor der Westfront, er wurde 1759 barockisiert, er hat ein gotisches Rechteckportal und Fenster, barocke rundbogige Schallfenster, er trägt einen Spitzhelm aus 1884. Der Sakristeianbau aus 1903 steht nördlich am Chor. Am Chor befindet sich ein spätbarockes Kruzifix aus 1734.
Das Kircheninnere zeigt ein zweischiffiges Langhaus mit einem zweieinhalbjochigen Sternrippengewölbe auf zwei achtseitigen gekehlten Pfeilern und Wandvorlagen mit gewundenen Sockeln. Die gekehlten Rippen des Gewölbes zeigen Steinmetzzeichen, der Schlussstein zeigt das Wappen des Pfarrers Marcus Clobm 1539. Die spätgotische Westempore ist zweiteilig mit Rundbogenöffnungen und kreuzrippenunterwölbt mit einem Wappenschlussstein. Im Westen gibt es ein vermauertes spätgotisches verstäbtes Portal mit Astwerkdekor um 1520/1530. Das Turmerdgeschoß ist tonnengewölbt. Der dreijochige Chor hat Kreuzgratgewölbe und Kappengewölbe im Polygon auf Wandpfeilern mit Kämpferkapitell. Das Sakristeiportal ist spätgotisch.

## Ausstattung
Der spätbarocke Hochaltar aus 1767 hat einen Altaraufbau mit gedrehten Säulen, Pilastern und ein verkröpftes Gesims mit einem integrierten Rundfenster, darüber Auge Gottes und Putti, der Altar trägt die Figuren der Heiligen Stephanus, Peter und Paul, Sebastian und Rochus. Der freistehende Altartisch trägt einen barocken Tabernakel und darüber die barocke Kopie der Mariazeller Gnadenmadonna und seitlich Engelsfiguren.
Die Orgel baute Leopold Breinbauer 1895. Eine Glocke nennt 1536.